# Brasil Futebol Americano de 2018
A Brasil Futebol Americano de 2018, ou simplesmente BFA 2018, foi a terceira edição unificada do campeonato de futebol americano do Brasil correspondente à divisão de elite nacional. Foi a segunda edição na qual a liga homônima dos clubes é a organizadora da competição sob chancela da Confederação Brasileira de Futebol Americano (CBFA).
Galo FA conquista o bicampeonato invicto ao vencer novamente o João Pessoa Espectros no Brasil Bowl. Na edição anterior havia vencido como Sada Cruzeiro.

## Fórmula de disputa
Os times estão divididos em quatro conferências: Sul, Sudeste, Centro-Oeste e Nordeste. Na Temporada Regular, só havendo confrontos entre times das mesmas conferências. Os mandos de campo dos Playoffs são sempre dos times com melhores campanhas.
Na Conferências Nordeste são oito times divididos em dois grupos: Norte e Sul. Os times jogam contra todos os adversários do mesmo grupo, tendo um confronto repetido dentro do grupo, e contra dois adversários do outro grupo. As quatro melhores equipes, independente do grupo, classificam-se aos Playoffs com o primeiro recebendo o quarto colocado e o segundo recebendo o terceiro. Os vencedores avançam para a final de conferência. O campeão da conferência enfrenta o campeão da Conferência Centro-Oeste na Semifinal Nacional.
Na Conferência Centro-Oeste são sete times no qual todos jogam contra todos. Os quatro melhores times avançam aos Playoffs, com o primeiro recebendo o quarto colocado e o segundo recebendo o terceiro. Os vencedores avançam para a final de conferência. O campeão da conferência enfrenta o campeão da Conferência Nordeste na Semifinal Nacional.
A Conferência Sudeste tem dez times divididos em dois grupos: Leste e Oeste. Os times enfrentam os adversários dentro de seu próprio grupo e dois times do outro grupo escolhidos pelo critério de menor distância geográfica entre os times. O vencedor de cada grupo se classifica diretamente aos Playoffs, juntamente com os dois times de melhor campanha, independente do grupo. O vencedor do grupo de melhor campanha recebendo o quarto colocado e o outro vencedor de grupo recebendo o terceiro. O campeão da conferência enfrenta o campeão da Conferência Sul na Semifinal Nacional.
A Conferência Sul tem sete times no qual todos jogam contra todos. Os quatro melhores times avançam aos Playoffs, com o primeiro recebendo o quarto colocado e o segundo recebendo o terceiro. Os vencedores avançam para a final de conferência. O campeão da conferência enfrenta o campeão da Conferência Sudeste na Semifinal Nacional.
A pior equipe de cada conferência é rebaixada para a Liga Nacional de 2019 ou Liga Nordeste de 2019.
Os vencedores das Semifinais Nacionais fazem a grande final, o Brasil Bowl IX, com a prioridade de mando de campo das conferências nesta ordem: Nordeste, Sul, Sudeste e Centro-Oeste.

### Critérios de desempate
Em caso de empate no número de vitórias, a classificação das equipes, dentro dos grupos, como também dentro de cada conferência se dará pelos seguintes critérios, na ordem abaixo:
a) No caso de empate entre duas equipes: vitória no confronto direto;
b) No caso de empate entre mais de duas equipes, ou caso duas equipes empatadas não tenham confronto direto para desempate:
1. Maior força de tabela (que é a porcentagem obtida da razão entre o número total de vitórias pelo número total de partidas disputadas, de todos os adversários enfrentados por ela, na temporada regular) entre as equipes empatadas;
2. Maior número de vitórias nos confrontos entre as equipes empatadas;
3. Maior saldo de pontos nos confrontos entre as equipes empatadas;
4. Sorteio

## Equipes participantes
Este torneio conta com a participação de 32 equipes em suas quatro conferências. Disputam 26 equipes que participaram da elite nacional, a BFA 2017, as quatro equipes que garantiram acesso através da divisão de acesso, a Liga Nacional de 2017, mais duas equipes convidadas na Conferência Centro-Oeste, para diminuir as distâncias percorridas pelas equipes desta região. As equipes são Brasília Templários e Leões de Judá, ambas da Capital Federal. A equipe do Campo Grande Predadores, rebaixada, foi convidada a permanecer na elite e a equipe do Sinop Coyotes desistiu de participar. O Minas Locomotiva fez uma parceria com o América Futebol Clube e formaram o América Locomotiva. O Patriotas FA anunciou o retorno da parceria com o CR Vasco da Gama e volta a usar o nome Vasco da Gama Patriotas. O Cruzeiro Esporte Clube rompe a parceria com o Get Eagles Futebol Americano e faz nova parceria com o Juiz de Fora Imperadores, criando assim, o Cruzeiro Imperadores. Com isso, o Get Eagles faz parceria com o arquirrival do Cruzeiro, o Atlético Mineiro, passando a chamar-se Galo Futebol Americano. Menos de três meses após anúncio do acordo, Cruzeiro e JF Imperadores decidem dar fim à parceria, voltando a chamar-se Juiz de Fora Imperadores.
No início julho, o JF Imperadores e o Goiânia Rednecks desistem da competição alegando problemas financeiros e estruturais.
| Conferência Sul | Conferência Sudeste                                                                                                 | Conferência Sudeste                                                                                          |
| --- | --- | --- |
| - Coritiba Crocodiles - Jaraguá Breakers - Juventude FA - Paraná HP - Santa Maria Soldiers - São José Istepôs - Timbó Rex                   | Grupo Leste - América Locomotiva - Botafogo Reptiles - Corinthians Steamrollers - Flamengo Imperadores - Tritões FA | Grupo Oeste - Galo FA - Juiz de Fora Imperadores - Portuguesa FA - São Paulo Storm - Vasco da Gama Patriotas |
| Conferência Centro-Oeste | Conferência Nordeste                                                                                                | Conferência Nordeste                                                                                         |
| - Brasília Templários - Campo Grande Predadores - Cuiabá Arsenal - Leões de Judá - Sorriso Hornets - Tubarões do Cerrado - Goiânia Rednecks | Grupo Norte - Bulls Potiguares - Ceará Caçadores - Natal Scorpions - UFERSA Petroleiros                             | Grupo Sul - Cavalaria 2 de Julho - João Pessoa Espectros - Recife Mariners - Tropa Campina                   |

## Classificação da Temporada Regular
Classificados para os Playoffs estão marcados em verde e em rosa o rebaixado à Liga Nacional de 2019 ou Liga Nordeste de 2019.

### Conferência Sul
| Pos | Times                | V | E | D | PCT   | PF  | PS  | SP   |
| --- | -------------------- | - | - | - | ----- | --- | --- | ---- |
| 1   | Timbó Rex            | 6 | 0 | 0 | 1.000 | 262 | 58  | 204  |
| 2   | Coritiba Crocodiles  | 5 | 0 | 1 | .833  | 144 | 62  | 82   |
| 3   | Paraná HP            | 4 | 0 | 2 | .667  | 153 | 74  | 79   |
| 4   | Santa Maria Soldiers | 3 | 0 | 3 | .500  | 137 | 80  | 57   |
| 5   | Jaraguá Breakers     | 2 | 0 | 4 | .333  | 35  | 142 | -107 |
| 6   | São José Istepôs     | 1 | 0 | 5 | .167  | 57  | 147 | -90  |
| 7   | Juventude FA         | 0 | 0 | 6 | .000  | 0   | 225 | -225 |

### Conferência Sudeste
O símbolo # indicada a classificação dentro da conferência.
Grupo Leste
| Pos | Times                    | V | E | D | PCT  | PF  | PS  | SP   |
| --- | ------------------------ | - | - | - | ---- | --- | --- | ---- |
| 1   | Tritões FA #2            | 5 | 0 | 1 | .833 | 164 | 81  | 83   |
| 2   | América Locomotiva #3    | 4 | 0 | 2 | .667 | 154 | 126 | 28   |
| 3   | Botafogo Reptiles #4     | 4 | 0 | 2 | .667 | 141 | 63  | 78   |
| 4   | Flamengo Imperadores     | 2 | 0 | 4 | .333 | 72  | 81  | -9   |
| 5   | Corinthians Steamrollers | 0 | 0 | 6 | .000 | 47  | 201 | -154 |

Grupo Oeste
| Pos | Times                       | V | E | D | PCT   | PF  | PS  | SP   |
| --- | --------------------------- | - | - | - | ----- | --- | --- | ---- |
| 1   | Galo FA #1                  | 6 | 0 | 0 | 1.000 | 314 | 36  | 278  |
| 2   | Portuguesa FA               | 4 | 0 | 2 | .667  | 165 | 104 | 61   |
| 3   | Vasco da Gama Patriotas     | 3 | 0 | 3 | .500  | 121 | 132 | 11   |
| 4   | São Paulo Storm             | 2 | 0 | 4 | .333  | 91  | 151 | -60  |
| 5   | Juiz de Fora Imperadores[a] | 0 | 0 | 6 | .000  | 0   | 294 | -294 |

### Conferência Centro-Oeste
| Pos | Times                   | V | E | D | PCT   | PF  | PS  | SP   |
| --- | ----------------------- | - | - | - | ----- | --- | --- | ---- |
| 1   | Tubarões do Cerrado     | 6 | 0 | 0 | 1.000 | 299 | 31  | 268  |
| 2   | Sorriso Hornets         | 4 | 0 | 2 | .667  | 182 | 61  | 121  |
| 3   | Cuiabá Arsenal          | 4 | 0 | 2 | .667  | 144 | 105 | 39   |
| 4   | Leões de Judá           | 4 | 0 | 2 | .667  | 149 | 78  | 71   |
| 5   | Campo Grande Predadores | 2 | 0 | 4 | .333  | 111 | 112 | -1   |
| 6   | Brasília Templários     | 1 | 0 | 5 | .167  | 58  | 262 | -204 |
| 7   | Goiânia Rednecks[a]     | 0 | 0 | 6 | .000  | 0   | 294 | -294 |

### Conferência Nordeste
O símbolo # indicada a classificação dentro da conferência.
Grupo Norte
| Pos | Times               | V | E | D | PCT  | PF  | PS  | SP   |
| --- | ------------------- | - | - | - | ---- | --- | --- | ---- |
| 1   | Bulls Potiguares #3 | 5 | 0 | 1 | .833 | 313 | 175 | 138  |
| 2   | Ceará Caçadores #4  | 4 | 0 | 2 | .667 | 195 | 110 | 85   |
| 3   | UFERSA Petroleiros  | 1 | 0 | 5 | .167 | 74  | 216 | -142 |
| 4   | Natal Scorpions     | 1 | 0 | 5 | .167 | 60  | 167 | -107 |

Grupo Sul
| Pos | Times                    | V | E | D | PCT   | PF  | PS  | SP   |
| --- | ------------------------ | - | - | - | ----- | --- | --- | ---- |
| 1   | João Pessoa Espectros #1 | 6 | 0 | 0 | 1.000 | 305 | 52  | 253  |
| 2   | Recife Mariners #2       | 5 | 0 | 1 | .833  | 217 | 82  | 135  |
| 3   | Cavalaria 2 de Julho     | 2 | 0 | 4 | .333  | 116 | 184 | -68  |
| 4   | Tropa Campina            | 0 | 0 | 6 | .000  | 33  | 320 | -287 |

## Playoffs
Em itálico, os times que possuem o mando de campo e em negrito os times classificados.
 Campeões de Conferência.
|  | Semifinal de Conferência | Semifinal de Conferência | Semifinal de Conferência |    |    | Final de Conferência  | Final de Conferência | Final de Conferência |  |  | Semifinal Nacional    | Semifinal Nacional | Semifinal Nacional |  |  | Brasil Bowl           | Brasil Bowl | Brasil Bowl |
|  |                          |                          |                          |    |    |                       |                      |                      |  |  |                       |                    |                    |  |  |                       |             |             |
|  | 1                        | João Pessoa Espectros    | 40                       |    |    |                       |                      |                      |  |  |                       |                    |                    |  |  |                       |             |             |
|  | 4                        | Ceará Caçadores          | 00                       |    |    |                       |                      |                      |  |  |                       |                    |                    |  |  |                       |             |             |
|  | 4                        | Ceará Caçadores          | 00                       |    |    | João Pessoa Espectros | 39                   |                      |  |  |                       |                    |                    |  |  |                       |             |             |
|  |                          |                          |                          |    |    | João Pessoa Espectros | 39                   |                      |  |  |                       |                    |                    |  |  |                       |             |             |
|  |                          |                          | Recife Mariners          | 03 |    |                       |                      |                      |  |  |                       |                    |                    |  |  |                       |             |             |
|  | 2                        | Recife Mariners          | Recife Mariners          | 03 | 35 |                       |                      |                      |  |  |                       |                    |                    |  |  |                       |             |             |
|  | 2                        | Recife Mariners          |                          |    | 35 |                       |                      |                      |  |  |                       |                    |                    |  |  |                       |             |             |
|  | 3                        | Bulls Potiguares         | 27                       |    |    |                       |                      |                      |  |  |                       |                    |                    |  |  |                       |             |             |
|  | 3                        | Bulls Potiguares         | 27                       |    |    |                       |                      |                      |  |  | João Pessoa Espectros | 19                 |                    |  |  |                       |             |             |
|  |                          |                          |                          |    |    |                       |                      |                      |  |  | João Pessoa Espectros | 19                 |                    |  |  |                       |             |             |
|  |                          |                          | Tubarões do Cerrado      | 00 |    |                       |                      |                      |  |  |                       |                    |                    |  |  |                       |             |             |
|  | 1                        | Tubarões do Cerrado      | Tubarões do Cerrado      | 00 | 26 |                       |                      |                      |  |  |                       |                    |                    |  |  |                       |             |             |
|  | 1                        | Tubarões do Cerrado      |                          |    | 26 |                       |                      |                      |  |  |                       |                    |                    |  |  |                       |             |             |
|  | 4                        | Leões de Judá            | 11                       |    |    |                       |                      |                      |  |  |                       |                    |                    |  |  |                       |             |             |
|  | 4                        | Leões de Judá            | 11                       |    |    | Tubarões do Cerrado   | 13                   |                      |  |  |                       |                    |                    |  |  |                       |             |             |
|  |                          |                          |                          |    |    | Tubarões do Cerrado   | 13                   |                      |  |  |                       |                    |                    |  |  |                       |             |             |
|  |                          |                          | Sorriso Hornets          | 07 |    |                       |                      |                      |  |  |                       |                    |                    |  |  |                       |             |             |
|  | 2                        | Sorriso Hornets          | Sorriso Hornets          | 07 | 19 |                       |                      |                      |  |  |                       |                    |                    |  |  |                       |             |             |
|  | 2                        | Sorriso Hornets          |                          |    | 19 |                       |                      |                      |  |  |                       |                    |                    |  |  |                       |             |             |
|  | 3                        | Cuiabá Arsenal           | 15                       |    |    |                       |                      |                      |  |  |                       |                    |                    |  |  |                       |             |             |
|  | 3                        | Cuiabá Arsenal           | 15                       |    |    |                       |                      |                      |  |  |                       |                    |                    |  |  | João Pessoa Espectros | 13          |             |
|  |                          |                          |                          |    |    |                       |                      |                      |  |  |                       |                    |                    |  |  | João Pessoa Espectros | 13          |             |
|  |                          |                          | Galo FA                  | 17 |    |                       |                      |                      |  |  |                       |                    |                    |  |  |                       |             |             |
|  | 1                        | Galo FA                  | Galo FA                  | 17 | 53 |                       |                      |                      |  |  |                       |                    |                    |  |  |                       |             |             |
|  | 1                        | Galo FA                  |                          |    | 53 |                       |                      |                      |  |  |                       |                    |                    |  |  |                       |             |             |
|  | 4                        | Botafogo Reptiles        | 00                       |    |    |                       |                      |                      |  |  |                       |                    |                    |  |  |                       |             |             |
|  | 4                        | Botafogo Reptiles        | 00                       |    |    | Galo FA               | 47                   |                      |  |  |                       |                    |                    |  |  |                       |             |             |
|  |                          |                          |                          |    |    | Galo FA               | 47                   |                      |  |  |                       |                    |                    |  |  |                       |             |             |
|  |                          |                          | Tritões FA               | 14 |    |                       |                      |                      |  |  |                       |                    |                    |  |  |                       |             |             |
|  | 2                        | Tritões FA               | Tritões FA               | 14 | 30 |                       |                      |                      |  |  |                       |                    |                    |  |  |                       |             |             |
|  | 2                        | Tritões FA               |                          |    | 30 |                       |                      |                      |  |  |                       |                    |                    |  |  |                       |             |             |
|  | 3                        | América Locomotiva       | 19                       |    |    |                       |                      |                      |  |  |                       |                    |                    |  |  |                       |             |             |
|  | 3                        | América Locomotiva       | 19                       |    |    |                       |                      |                      |  |  | Galo FA               | 14                 |                    |  |  |                       |             |             |
|  |                          |                          |                          |    |    |                       |                      |                      |  |  | Galo FA               | 14                 |                    |  |  |                       |             |             |
|  |                          |                          | Timbó Rex                | 10 |    |                       |                      |                      |  |  |                       |                    |                    |  |  |                       |             |             |
|  | 1                        | Timbó Rex                | Timbó Rex                | 10 | 10 |                       |                      |                      |  |  |                       |                    |                    |  |  |                       |             |             |
|  | 1                        | Timbó Rex                |                          |    | 10 |                       |                      |                      |  |  |                       |                    |                    |  |  |                       |             |             |
|  | 4                        | Santa Maria Soldiers     | 00                       |    |    |                       |                      |                      |  |  |                       |                    |                    |  |  |                       |             |             |
|  | 4                        | Santa Maria Soldiers     | 00                       |    |    | Timbó Rex             | 21                   |                      |  |  |                       |                    |                    |  |  |                       |             |             |
|  |                          |                          |                          |    |    | Timbó Rex             | 21                   |                      |  |  |                       |                    |                    |  |  |                       |             |             |
|  |                          |                          | Coritiba Crocodiles      | 20 |    |                       |                      |                      |  |  |                       |                    |                    |  |  |                       |             |             |
|  | 2                        | Coritiba Crocodiles      | Coritiba Crocodiles      | 20 | 28 |                       |                      |                      |  |  |                       |                    |                    |  |  |                       |             |             |
|  | 2                        | Coritiba Crocodiles      |                          |    | 28 |                       |                      |                      |  |  |                       |                    |                    |  |  |                       |             |             |
|  | 3                        | Paraná HP                | 24                       |    |    |                       |                      |                      |  |  |                       |                    |                    |  |  |                       |             |             |

## Brasil Bowl IX
| 16 de dezembro 15:00 UTC -3 | Relatório | João Pessoa Espectros | 13–17 | Galo FA |  | Estádio Almeidão, João Pessoa-PB |  |

## Premiações
| Brasil Bowl IX              |
| Minas Gerais                |
| --------------------------- |
| Galo FA Campeão (2º título) |

| Conferência Sul               |
| Santa Catarina                |
| ----------------------------- |
| Timbó Rex Campeão (4º título) |

| Conferência Sudeste         |
| Minas Gerais                |
| --------------------------- |
| Galo FA Campeão (2º título) |

| Conferência Centro-Oeste                |
| Distrito Federal (Brasil)               |
| --------------------------------------- |
| Tubarões do Cerrado Campeão (1º título) |

| Conferência Nordeste (Nordeste Bowl IX)   |
| Paraíba                                   |
| ----------------------------------------- |
| João Pessoa Espectros Campeão (9º título) |